# William M. Daley

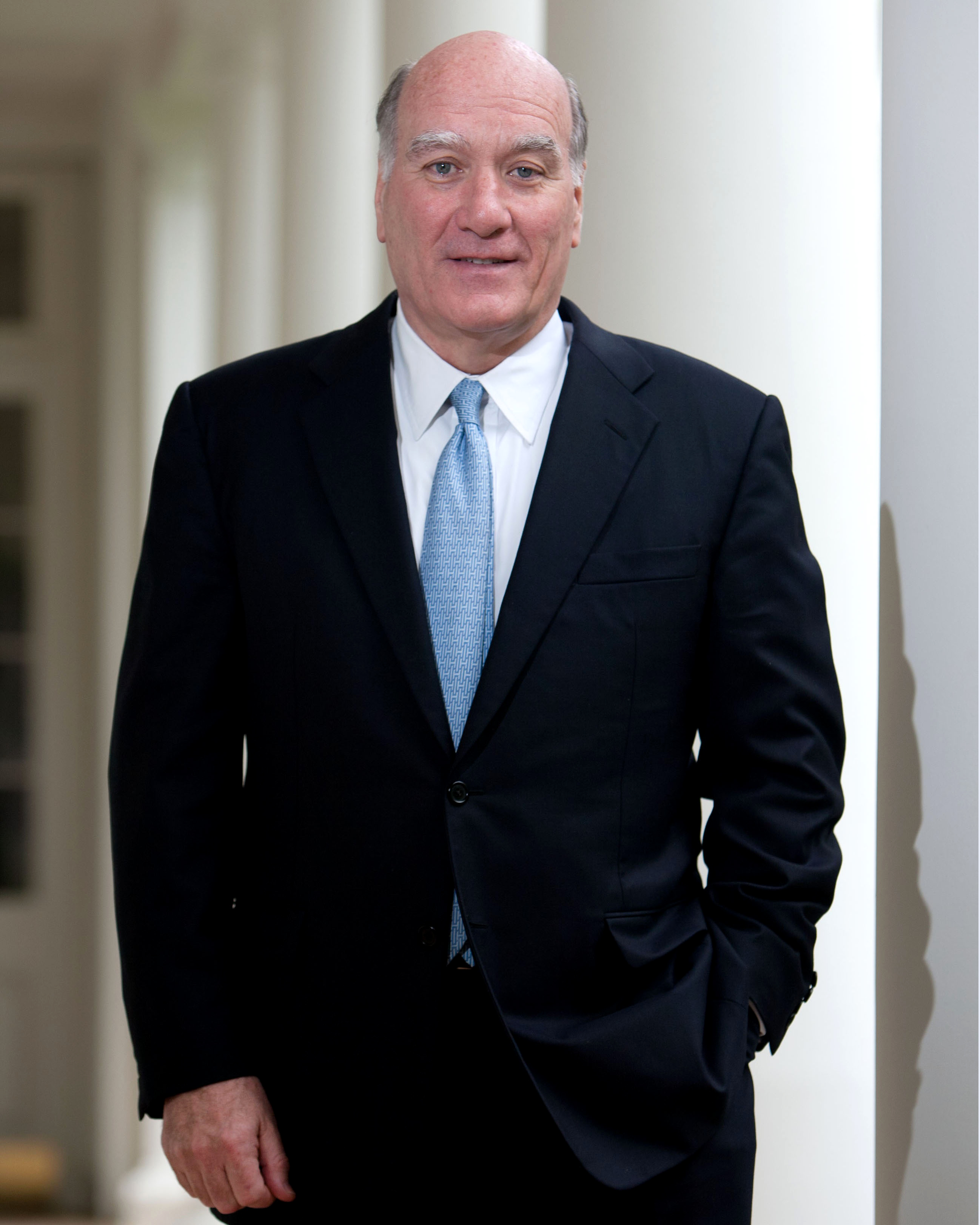
William M. Daley (2011)

William Michael „Bill“  Daley (* 9. August 1948 in Chicago, Illinois) ist ein US-amerikanischer Geschäftsmann und Politiker (Demokratische Partei), der dem Kabinett von Präsident Bill Clinton als Handelsminister (Secretary of Commerce) angehörte und im Kabinett Obama von 2011 bis 2012 als Stabschef des Weißen Hauses diente. Er bewarb sich 2019 als Bürgermeister von Chicago, belegte aber in der ersten Wahlrunde nur den dritten Platz, wodurch er nicht mehr an der Stichwahl teilnahm.

## Leben
Daley ist das siebte und jüngste Kind von Richard J. Daley, dem langjährigen Bürgermeister von Chicago. Auch sein Bruder Richard übte dieses Amt von 1989 bis 2011 aus. Daley machte seinen Bachelor-Abschluss an der Loyola University in Chicago; es folgte der Bachelor of Laws an der John Marshall Law School, die ihm später auch noch ehrenhalber den Juris Doctor verlieh. Als Anwalt war er viele Jahre selbständig tätig; zwischen 1977 und 1980 gehörte er einem Beratergremium der Regierung zu Wirtschaftsfragen an.
Später stieg er ins Bankgewerbe ein, wurde stellvertretender Chairman (von 1989 bis 1990) und danach schließlich Präsident sowie COO der Amalgamated Bank of Chicago. Ab 1993 arbeitete er wieder als Anwalt und wurde Partner von Mayer, Brown & Platt, einer der weltweit größten Kanzleien.
1993 war Daley Sonderberater von Präsident Clinton während der Beratungen über das Nordamerikanische Freihandelsabkommen (NAFTA). Vier Jahre später berief Clinton ihn zu Beginn seiner zweiten Amtszeit in sein Kabinett. Als Handelsminister folgte er auf Mickey Kantor und verblieb bis zum Juli 2000 auf diesem Amt, als er den Posten des stellvertretenden Leiters der Wahlkampagne von Vizepräsident Al Gore übernahm. Dabei war er für die Benennung eines Vizepräsidentschaftskandidaten für Gore mitverantwortlich, wobei die Wahl letztlich auf Joe Lieberman fiel.
Nach dem Ausscheiden aus der Politik wechselte Daley in die freie Wirtschaft. Im Dezember 2001 wurde er Präsident des Telekommunikationsanbieters SBC Communications und sollte dabei vor allem helfen, das Image des Konzerns zu reformieren. Im Mai 2004 trat er in die Dienste der Bank JPMorgan Chase & Co. und wurde deren Vorsitzender im mittleren Westen. Er gehört ferner dem Board of Directors von Boeing und Merck & Co. an, zudem ist er Mitglied des Council on Foreign Relations.
Während der Vorwahlen zur Präsidentschaftswahl 2008 gehörte William Daley zu den prominenten Unterstützern von Barack Obama. Zeitweise galt er als Anwärter auf das Amt eines Finanzministers in einer demokratischen Regierung. Am 6. Januar 2011 wurde er von Präsident Obama zum Stabschef des Weißen Hauses ernannt; er folgte dem kommissarischen Amtsinhaber Pete Rouse. Anfang Januar 2012 reichte Daley sein Rücktrittsgesuch ein. Er wolle offiziellen Angaben zufolge mehr Zeit mit seiner Familie verbringen. Daleys Versuche, die Beziehungen zu den Republikanern zu glätten und einen Kompromiss im Streit um Staatsverschuldung und Haushaltssanierung  zu erzielen, werden allgemein als „glücklos“ eingeschätzt. Auch habe er nie wirklichen Zugang zum engsten Beraterkreis Obamas gefunden. Jacob Lew, bis dato der Haushaltsberater der Regierung, folgte Daley im Amt.
Im Juni 2013 gab Daley nach Spekulationen darüber bekannt, sich in der Vorwahl der Demokraten als Gouverneur von Illinois bei der Wahl 2014 zu bewerben und dabei den amtierenden Gouverneur Pat Quinn herausfordern, der sich mit schwachen Umfragewerten konfrontiert sah. Kurz darauf bekundete der damalige New Yorker Bürgermeister Michael Bloomberg seine Unterstützung. Im September 2013, rund ein halbes Jahr vor der Vorwahl, zog Daley seine Bewerbung zurück. Dennoch sprach er sich für einen anderen demokratischen Kandidaten als Gouverneur Quinn aus, da dessen Schwäche in Meinungsumfragen zu einem republikanischen Wahlsieg führen würde. Der trotzdem nominierte Quinn unterlag in der Hauptwahl seinem republikanischen Herausforderer Bruce Rauner.
Im September 2018 wurde bekannt, dass sich Daley bei der Wahl 2019 als Bürgermeister Chicagos bewirbt. Sein Vater und sein Bruder hatten die Stadt insgesamt 43 Jahre lang zwischen 1955 und 2011 regiert.